# Río Yazva
El rio Yazva (del ruso: Я́зьва) es un río de Rusia, afluente por la izquierda del Víshera, subafluente del Kama, y por tanto en la cuenca hidrográfica del Volga.

## Geografía
El río discurre por el territorio del krai de Perm. Nace en los montes Kvarkush, en los Urales, tomando dirección oeste. Pasa por el sur del raión de Krasnovíshersk, desembocando en el Víshera un poco más abajo de esta ciudad, a 73 km de la desembocadura de este.
Tiene una longitud de 163 km y cuenca de 5.900 km². 
Es de régimen principalmente nival.

## Principales afluentes
Izquierda: Molmys, Mel, Glijaya Vilva y el Kolynva.
Derecha: Kolchim.